# Norrvidinge härad
Norrvidinge härad var ett härad i södra Småland och i Kronobergs län i smålandet Värend. Häradet motsvarar idag delar av Växjö kommun. Tingsstället var tidigt i Stavsåkra och även Nykulla och Tolgs Brogård, där den senare blev fast tingsplats från 1675. Tolgs Brogård,  och sprida platser utan fast byggnad. på 1760-talet flyttades förhandlingarna till Ingelstorp och från 1838 till 1919 var Tjureda tingsstället för att sedan flytta till Växjö.

## Namnet
Häradsnamnet skrevs 1273 de Norwiþinghæræth. Det innehåller genitiv plural av en inbyggarbeteckning; "deras härad som bor norrut i veden", det vill säga skogen.

## Socknar
Norrvidinge härad bestod av åtta socknar:
I Växjö kommun
- Aneboda före 1888 en del även i Allbo härad
- Asa
- Berg
- Gårdsby en del låg före 1889 i Uppvidinge härad och en del före 1865 i Konga härad
- Ormesberga
- Söraby
- Tjureda
- Tolg

## Geografi
Häradet var beläget mellan Växjö i söder och Njudungs småland i norr. Trakten är bergig och skogbevuxen, med många sjöar, däribland Helgasjön och Innaren.
Området utgör idag den nordvästra delen av Växjö kommun, och de största tätorterna är Rottne och Lammhult jämte Sandsbro som numera dock är sammanvuxet med Växjö. Arealen uppgick till 616 km², varav land 525.
I Bergs socken finns ruinerna av den medeltida Slättö borg. Senare sätesgårdar var Gårdsby säteri (Gårdsby socken), Svanås säteri (Ormesberga), Asa säteri (Asa) och Lammhults säteri (Aneboda).

## Län, fögderier, tingslag, domsagor och tingsrätter
Socknarna ingick och ingår i Kronobergs län. Församlingarna tillhör(de) Växjö stift.
Häradets socknar hörde till följande fögderier:
- 1631-1634 Östra m.fl. häraders fögderi
- 1635-1712 Allbo m.fl. häraders fögderi
- 1713-1719 Kinnevald m.fl. häraders fögderi
- 1720-1917 Kinnevalds och Norrvidinge fögderi
- 1918-1945 Allbo och Norrvidige fögderi
- 1946-1951 Uppvidinge fögderi för Gårdsby och Söraby socknar
- 1946-1966 Kinnevalds och Norrvidinge fögderi
- 1967-1990 Växjö fögderi

Häradets socknar tillhörde följande tingslag, domsagor och tingsrätter:
- 1680-1918 Norrvidinge tingslag i 
  - 1680-1891 Västra Värends domsaga, där även Allbo härad och Kinnevalds härader ingick
  - 1892-1918 Mellersta Värends domsaga, där även Kinnevalds härad ingick
- 1919-1970 Mellersta Värends tingslag i Mellersta Värends domsaga

- 1971- Växjö tingsrätt och dess domsaga